# Eduardo Brenta
Eduardo Brenta (Montevideo, 8 de febrer de 1959) és un polític uruguaià i l'actual ministre de Treball i Seguretat Social del govern de Mujica, que va assumir la presidència del seu país l'1 de març del 2010.
És membre fundador de la Vessant Artiguista, component centrista del Front Ampli, i forma part de la seva direcció nacional.

## Biografia
Va ser empresonat durant la dictadura entre 1973 i 1977, i va haver d'abandonar els seus estudis de dret. El 1989 va participar de la fundació de la Vessant Artiguista. El 2000 va ser escollit per a integrar l'Assemblea departamental de Montevideo, a més de presidir la Comissió de Transports i de ser vicepresident de la Comissió de Relacions Públiques i de Cooperació. Entre el juliol del 2003 i el juliol del 2004, va ser president de l'Assemblea departamental.
Va ser elegit diputat el 2004 dins la circumscripció de Montevideo, i va integrar a l'Assemblea la Comissió d'Hisenda (Comisión de Hacienda) i la va presidir el 2007. Brenta també va ser delegat dins les comissions de Transport i de la Indústria i dins la comissió especial dels afers municipals. Finalment, va ser nomenat ministre de Treball pel president José Mujica.